# Better Man (Pearl Jam)
Better Man (qualche volta scritta come Betterman) è una canzone dei Pearl Jam, scritta da Eddie Vedder quando era ancora al liceo, eseguita dal vivo dalla sua prima band, i Bad Radio. Considerata "apertamente una grande canzone pop" dal produttore Brendan O'Brien, i Pearl Jam erano riluttanti nel registrarla e rifiutarono di inserirla in Vs. a causa della sua accessibilità. Better Man appare sull'album Vitalogy. La canzone fu inclusa anche nella tracklist del greatest hits Rearviewmirror: Greatest Hits 1991-2003.

## Il brano
Mai pubblicata come singolo (una pratica della band per incoraggiare le vendite dei CD), divenne comunque una delle canzoni dei Pearl Jam più suonate e mandate in onda per le radio. La canzone raggiunse la prima posizione della Mainstream Rock Tracks chart di Billboard, il secondo sulla Modern Rock Tracks chart, e la numero tredici nella Top 40 Mainstream. La canzone rimase per ben otto settimane in cima alla Mainstream Rock Tracks chart. Al tredicesimo ASCAP Awards, Better Man fu citata come una delle canzoni più eseguite del 1995.
Nei concerti dei Pearl Jam, il verso lento di apertura viene cantato spesso sia dal pubblico che da Vedder. La canzone spesso viene proposta in un medley con la canzone Save It For Later della band Beat. Nell'ultimo concerto del tour Vote for Change, nel 2004, Vedder apparve sul palco con Bruce Springsteen and the E Street Band e cantò "Better Man" su richiesta di Springsteen; numerosi nel pubblico cantarono con lui.
La canzone fa parte del cosiddetto "Man Trio" (Better Man, Nothingman e Leatherman) suonata occasionalmente nei concerti.
Esecuzioni dal vivo di Better Man possono essere trovate su Live on Two Legs e Live at the Gorge 05/06. Disponibile anche sui DVD Touring Band 2000, Live at the Showbox e Live at the Garden, è inclusa anche in Immagine in cornice.

## Significato del testo
Sebbene ci siano molte idee differenti riguardo all'origine della canzone, variando da un possibile relazione abusiva nella quale un uomo è coinvolto oppure ad una donna, spesso si è pensato che la canzone fosse dedicata al suo patrigno. Prima di suonare la canzone durante lo show di Atlanta, Georgia il 3 aprile 1994, Vedder disse chiaramente: